# Säulenchromatographie
Mit Säulenchromatographie (SC) (englisch column chromatography) bezeichnet man ein chromatographisches Trennverfahren, bei dem sich definitionsgemäß die stationäre Phase in einem zylindrischen Rohr – der Trennsäule – befindet. Dieses sogenannte Packungsmaterial kann dabei den gesamten Hohlraum des Rohres ausfüllen (gepackte Säule), oder lediglich als dünne Schicht an der Innenfläche aufgebracht sein (Kapillarsäule). Der letztgenannte Fall ist auf die analytische Kapillargaschromatographie beschränkt.
Bei dieser Definition wird bei der mobilen Phase nicht unterschieden, ob es sich um eine Flüssigkeit (Flüssigchromatographie), ein Gas (Gaschromatographie) oder ein überkritisches Medium (Überkritische Fluidchromatographie) handelt, noch wird über die Art der Wechselwirkungen zwischen der stationären Phase und den chromatographierten Substanzen differenziert; es kann sich sowohl um Adsorptionschromatographie wie auch um Ionenaustauschchromatographie, Hydrophobe Interaktionschromatographie, Affinitätschromatographie oder Größenausschlusschromatographie handeln.
In der Laborpraxis werden mit Säulenchromatographie jedoch meist flüssigkeitschromatographische Verfahren bezeichnet, die auf der unterschiedlich starken Adsorption der Substanzen in Lösung (mobile Phase) an einem festen Träger (stationäre Phase) beruhen und die einer präparativen Reinigung von 
Stoffgemischen unterschiedlicher Polarität im Mikrogramm- bis Kilogramm-Maßstab dient.

## Manuelle Säulenchromatographie

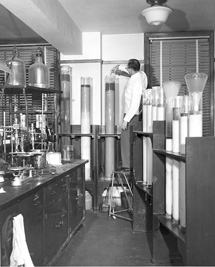
Durchführung einer manuellen Säulenchromatographie in den 1950er Jahren

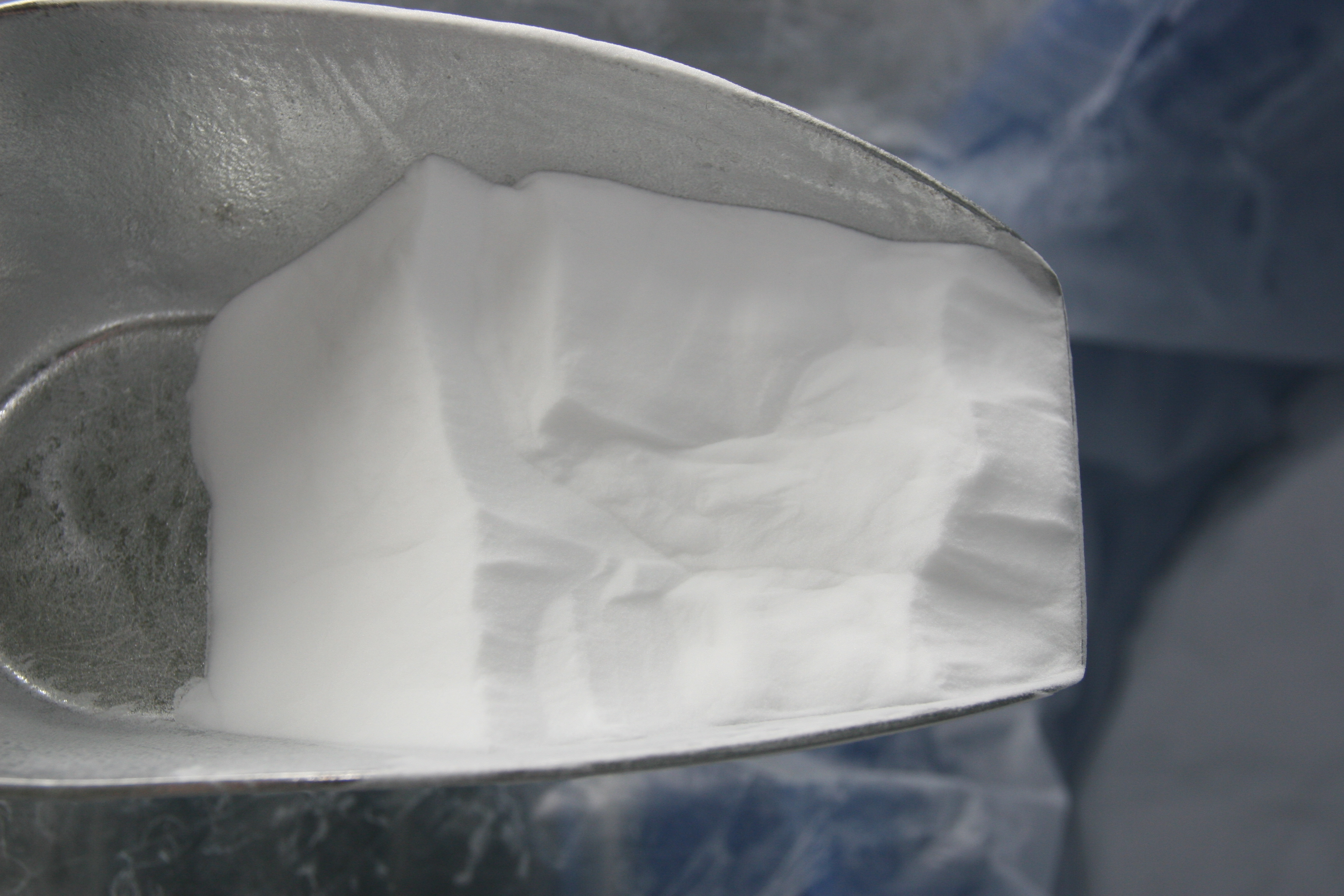
Feinpulvriges Kieselgel für Säulenchromatographie

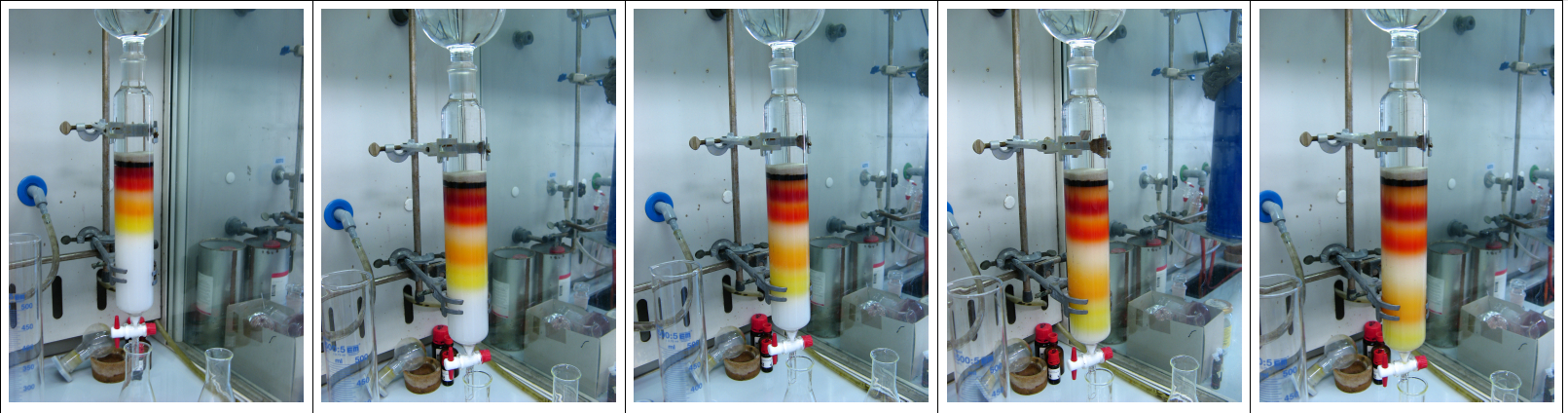
Fotografische Abfolge einer Säulenchromatographie

### Stationäre Phase
Die stationäre Phase wird in der Regel für jeden Einsatz neu in einem langen Glasrohr angesetzt (gepackt), das am unteren Ende mit einer Fritte und einem Hahn abschließt. Die Verwendung von gestopfter Watte, anstelle einer Fritte, ist ebenfalls weitverbreitet. Verwendet wird meist feinpulvriges Kieselgel oder Aluminiumoxid, das möglichst gleichmäßig und ohne Luftblasen und Risse mit dem später als mobile Phase (s. u.) verwendeten Lösungsmittel gefüllt ist.

### Mobile Phase
Die Polarität der mobilen Phase muss möglichst genau auf das spezielle Trennproblem angepasst werden. Dazu werden Mischungen polarer und unpolarer Lösungsmittel eingesetzt. Die gängigsten Laufmittelvariationen sind für unpolare Substanzen Hexan/Ethylacetat und für polare zu trennende Substanzen von Dichlormethan/Methanol bis hin zu wässrigen Lösungen.

### Durchführung
Das aufzutrennende Stoffgemisch wird am oberen Ende der stationären Phase aufgetragen und vom anschließend nachgefüllten Lösungsmittel durch diese hindurchgetragen. Die Bestandteile werden dabei je nach ihrer Polarität unterschiedlich stark immer wieder von der stationären Phase adsorbiert und wieder desorbiert, wodurch sie sich im Strom des Lösungsmittels langsam voneinander entfernen und idealerweise am Ende der Säule zonenweise voneinander getrennt sind. Dort kann das Eluat dann in kleinen Portionen aufgefangen und die Fraktionen nach Identifizierung (Dünnschichtchromatographie) vereinigt werden.
Für schwierige Trennungen kann es nötig sein, einen "Lösungsmittelgradienten" zu verwenden, also die Polarität der mobilen Phase während der Trennung langsam zu steigern. Dadurch werden die unpolareren Fraktionen zunächst zügig ausgetragen, während die polareren noch weitgehend stationär bleiben. Die Verwendung einer ansonsten nötigen überlangen und schwer handhabbaren Säule kann so vermieden werden.
Neben einer ausreichenden Länge muss die Säule einen der Probenmenge angemessenen Durchmesser haben, um die Größe der Startzone möglichst klein zu halten.

## Automatisierte Säulen-Chromatographie
Beschleunigt werden können derartige Trennungen, wenn die mobile Phase anstatt durch die Schwerkraftwirkung des überstehenden Lösungsmittels mit Druckluft durch die stationäre gedrückt wird. Dieses sogenannte „Flash-Chromatographie“-Verfahren (auch medium-performance liquid chromatography, MPLC) wurde 1978 von W. Clark Still entwickelt.
Die Trennleistung der Säule wird dadurch sogar gesteigert, da die Zonen weniger Zeit haben, durch Diffusion in Fließrichtung aufzuweiten.
Für die automatisierte Flash-Chromatographie sind inzwischen Gerätesysteme mit Gradientenpumpen, integrierten Detektoren und Fraktionssammlern kommerziell erhältlich. Auch fertig vorgepackte Säulen in Form von Kunststoffkartuschen stehen mit verschiedenen Packungsmaterialien zur Verfügung.